# برنار شوالیه
برنار شوالیه (انگلیسی: Bernard Chevallier; ۴ اکتبر ۱۹۱۲ – ۶ آوریل ۱۹۹۷) سوارکار اهل فرانسه بود.